# Heinrich Schwarzer
Heinrich "Heiner" Schwarzer (Berlín, 14 de juliol de 1922 - Hannover, 24 d'agost de 1992) va ser un ciclista alemany que va ser professional entre 1946 i 1955. Va combinar la carretera amb el ciclisme en pista.

## Palmarès en ruta
- 1942
  - 1r a la Volta a Colònia amateur
- 1948
  - 1r a la Volta a Colònia
- 1950
  - 1r a la Múnic-Zúric
  - Vencedor d'una etapa a la Volta a Alemanya
- 1951
  - 1r a la Volta a Colònia

## Palmarès en pista
- 1947
  -  Campió d'Alemanya en Persecució
- 1948
  -  Campió d'Alemanya en Persecució
- 1949
  -  Campió d'Alemanya en Persecució
- 1950
  -  Campió d'Alemanya en Persecució
  -  Campió d'Alemanya en Madison (amb Harry Saager)
- 1951
  -  Campió d'Alemanya en Persecució
- 1952
  -  Campió d'Alemanya en Persecució